# Kaștanivka, Rozdolne
Kaștanivka (în ucraineană Каштанівка) este un sat în comuna Serebreanka din raionul Rozdolne, Republica Autonomă Crimeea, Ucraina.

## Demografie
Componența lingvistică a localității Kaștanivka
     Rusă (42,42%)
     Tătară crimeeană (35,35%)
     Ucraineană (22,22%)
Conform recensământului din 2001, nu exista o limbă vorbită de majoritatea populației, aceasta fiind compusă din vorbitori de rusă (42,42%), tătară crimeeană (35,35%) și ucraineană (22,22%).